# The Archer
The Archer è un singolo  della cantante statunitense Taylor Swift, pubblicato il 23 luglio 2019 come primo e unico singolo promozionale estratto dal settimo album in studio Lover.
Il brano è stato scritto e composto da Taylor Swift e Jack Antonoff, che ne è anche il produttore, in due ore, mentre erano in California. I due hanno collaborato in precedenza in 1989, I Don't Wanna Live Forever e Reputation.

## Pubblicazione
Nel 2018 l'artista pubblica un video per il singolo Delicate, all'interno del quale include un easter egg, anticipando il titolo e la tematica del singolo, uscito a distanza di oltre un anno. Dopo un primo indizio sui social network il 22 luglio 2019 e la rivelazione del titolo tramite la tracklist dell'album su iTunes, il 23 luglio Taylor Swift ha annunciato l'uscita del singolo durante una diretta su Instagram ed è stato pubblicato subito dopo. Riguardo al piazzamento della canzone al numero cinque nella tracklist, Taylor Swift ha spiegato che inserisce la traccia più «onesta, emotiva, vulnerabile e personale» in quella posizione. Contrariamente ai due singoli precedenti, The Archer non è stato mandato in rotazione radiofonica, bensì per il solo download digitale.

## Descrizione
The Archer è una ballata mid-tempo, inquadrabile nei generi synth pop e dream pop, e che presenta pesanti sintetizzatori, suoni minimalisti e un lento groove. È stata descritta come «più oscura e introspettiva» rispetto ai precedenti singoli.
La canzone ha un valore autobiografico: l'artista racconta la propria crescita, il suo antico attaccamento alla giovinezza e al contempo la sua crescita. Per fare riferimento a sé stessa da adulta e al suo ruolo nelle relazioni vissute, Taylor Swift ricorre all'immagine dell'arciere, in primis all'immagine di Cupido. Cupido, ne Le metamorfosi di Ovidio, possiede due tipologie di frecce: alcune causano infatuazione, altre provocano il rifiuto. Taylor Swift riconosce sé stessa tanto come arciere quanto come preda, come evidenziato nel ritornello. L'immagine dell'arciere è un'immagine spesso utilizzata dall'artista in quanto il suo stesso segno zodiacale è quello del sagittario. Nel testo si fa riferimento ai dubbi dell'artista in merito al valore della relazione in corso, tematica già trattata all'interno del brano Getaway Car, ma al contempo si dice stupida nel vedere il partner restare con lei: il risultato è un'analisi del contesto paragonabile a quella del brano Stay Stay Stay. L'artista propone poi un'attenta analisi dei suoi dubbi e delle sue incertezze, mettendo in discussione il valore del karma, esaltato precedentemente in Look What You Made Me Do. All'interno del bridge l'artista fa riferimento al suo essere un fantasma, tematica ripresa da ...Ready For It?, all'essere circondata da fiamme e fumo, immagine recuperata da Dancing With Our Hands Tied, e sottolinea come tutti i suoi eroi e i suoi punti di riferimento siano morti da soli, facendo implicitamente riferimento a Daenerys, personaggio de il Trono di Spade. Seguono i versi All the king's horses, all the king's men couldn't put me together again, che vogliono essere un esplicito riferimento alla nota filastrocca con protagonista Humpty Dumpty, la quale recita All the king's horses and all the king's men couldn't put Humpty together again. I versi vogliono quindi fare riferimento alla produzione letteraria di Lewis Carroll, e in particolare al romanzo Alice in Wonderland. La canzone si chiude con lo stesso verso con cui si apre: un riferimento esplicito a un imminente combattimento, un modo per sottolineare come l'artista sia ormai matura.

## Accoglienza
The Archer è stata acclamata dalla critica musicale. Claire Shaffer di Rolling Stone ha definito la canzone "una ballata cupa e ricca di sintetizzatori incentrata sulla metafora dell'arciere". Rania Aniftos di Billboard ha affermato che è "scintillante, ariosa", e che Taylor Swift "abbatte il muro che aveva costruito, chiedendo alla persona che ama di accettare tutto di lei, mentre canta". Scrivendo per Forbes, Caitlin Kelley ha dichiarato che il testo della canzone funge da "un riconoscimento più sfumato degli alti e bassi, ben documentati, delle sue relazioni di alto profilo", aggiungendo che "la più grande forza della canzone è la scaltrezza dei suoi versi". Sofiana Ramli del NME ha scritto che "la canzone espone le insicurezze della cantante", descrivendola come "delicata e sognante, nella stessa vena minimalista di All Too Well".
Chris Willman di Variety ha affermato che il testo "riflette uno stato mentale sospetto in una relazione apparentemente felice in cui sorgono facilmente vecchie paure", e l’ha paragonato ad All Too Well". Scrivendo per Vulture, Jackson McHenry ha dichiarato che The Archer mostra "Taylor in un groove più lento", aggiungendo che "è potenzialmente una confessione che, ama il dramma e litigare, anche se interpreta la vittima, ma potrebbe anche essere una metafora". Constance Grady di Vox ha scritto che la canzone "è libera e minimalista, ed esprime un po' di odio verso se stessa, nel modo in cui Taylor Swift diventa quando è maggiormente vulnerabile come cantautrice", aggiungendo che è "esponenzialmente più emotiva e potente" rispetto ai singoli precedenti.

## Video musicale
Il lyric video è stato pubblicato sul canale YouTube della cantante in concomitanza con la messa in commercio del singolo. Esso presenta un carattere scritto a mano, su uno sfondo di nuvole colorate che si muovono. Negli ultimi secondi, si può vedere della neve che cade.

## Tracce
Download digitale
1. The Archer – 3:31

Download digitale – Live from Paris
1. The Archer (Live from Paris) – 3:30

## Successo commerciale
Con soltanto due giorni di vendite e riproduzioni streaming, ha debuttato alla 69ª posizione nella Billboard Hot 100, diventando l'ottantesima entrata della cantante, e alla sesta nella classifica digitale. In seguito alla pubblicazione di Lover, la canzone è rientrata nella classifica raggiungendo un nuovo picco al 38º posto.

## Classifiche
| Classifica (2019) | Posizione massima |
| ----------------- | ----------------- |
| Australia         | 19                |
| Belgio (Fiandre)  | 78                |
| Canada            | 55                |
| Estonia           | 32                |
| Grecia            | 19                |
| Irlanda           | 31                |
| Lituania          | 23                |
| Nuova Zelanda     | 28                |
| Regno Unito       | 43                |
| Repubblica Ceca   | 69                |
| Singapore         | 18                |
| Slovacchia        | 63                |
| Stati Uniti       | 38                |